# 區域研究
區域研究（英語：Regional Studies或Area Studies），又译地域研究，是主要以國家規模的區域為主要研究對象的學科。该学科在注意各地區的共時性的同時，注意地區的特色并比較其他地區，廣泛研究該地區的政治、經濟、產業、法律制度、社會、文化以及民俗。

## 历史沿革
區域研究在傳統上是屬於地理學領域，區域地理學收集各種資料，包括自然與人文，採用複合體概念建構區域的獨特性。區域研究的發祥地源於法國，並形成以白蘭士為首的法國區域學派。
當代區域研究則以美國發展快速。第二次世界大戰後，美國與世界全體的關係加強，但之前美國因門羅主義的影響，美國對中南美以外的第三世界的瞭解較為有限。因此美國為推進其世界戰略需要大量的知識和信息，美國也因此投入鉅資培養亞洲問題和非洲問題的專家。因這些地區的情況無法簡單的西洋知識來分析，因此除了舊有的地理學，也常用經濟學、法學、歷史學、人類學和民族學的成果及手法等學際性手法分析。
二战之前，美国大学只有少数研究者从事对非西方世界的研究。战后，美国自由派和保守派都担心美国在冷战背景下能否有效应对来自苏联和中国的外部威胁以及亚洲和非洲去殖民化的后果。
在此背景下，福特基金会、洛克菲勒基金会和纽约卡内基公司召开了一系列会议，达成了广泛共识，即美国必须投资于国际研究，以解决这一知识短缺问题。参与者认为，国际化的政治科学家和经济学家的大型智囊团是美国紧迫的优先事项。在此背景下，学术界出现了两种趋向，一派认为社会科学家不应该套用西方模式，而应该通过与人文学者密切合作来发展世界各地的文化和历史背景知识，另一派认为社会科学家应该寻求发展总体宏观历史理论，这些理论可以在不同地区的变化和发展模式之间建立联系。前者成为区域研究的倡导者，后者成为現代化理論的支持者。
福特基金会最终成为塑造美国区域研究的主导者。1950年，福特基金会设立了著名的外国区域奖学金计划(FAFP)，这是美国第一个支持区域研究的大型全国性基金。从1953年到1966年，该计划向34所大学提供了2.7亿美元用于区域和语言研究。同样在此期间，社会科学研究委员会和美国学术协会联合管理的委员会投入了数百万美元，用于实地发展研讨会、会议和出版计划。最终，社会科学研究委员会和美国学术协会联合委员会接管乐外国区域奖学金计划。
其他大型和重要的项目紧随福特之后而至。最值得注意的是，1957年的《国防教育法》于1965年更名为《高等教育法》，为大约125个以大学为基础的区域研究单位分配了资金，这些单位被称为美国大学的国家资源中心项目，提供外语和区域研究本科生奖学金和研究生奖学金。
同期，苏联也开展了区域研究。

## 争议
自成立以来，区域研究一直受到包括区域研究专家在内者批评。许多人认为由于区域研究与美国中央情报局、联邦调查局以及其他情报和军事机构的冷战议程有关，因此参与此类计划无异于充当国家代理人。有人认为，美国的关注和研究重点将定义区域研究的知识领域。然而其他人认为，一旦区域研究在大学校园中建立，就开始包含比政府机构所预见的更广泛和更深入的知识议程，因此不是以美国为中心的。
对区域研究项目的最大威胁之一是理性選擇理論在政治学和经济学中的兴起。为了嘲笑一位最直言不讳的理性选择理论批评者，日本学者查默斯·约翰逊问道：如果理性选择的方法可以解释为什么日本政客和官僚会做他们所做的事情，为什么你需要了解日语或任何关于日本历史和文化的知识？
苏联解体后，慈善基金会和科学官僚机构开始减少对地区研究的支持，转而强调“发展与民主”等跨地区主题。长期以来，社会科学研究委员会和美国学术团体委员会一直是为区域研究筹集和管理资金的国家纽带。学者们将其解释为研究环境变化的巨大信号。